# Обрушение торгового центра Сампун
Обрушение торгового центра Сампун (кор. 삼풍백화점 붕괴 사고, 三豊百貨店 崩壞 事故) произошло 29 июня 1995 года в районе Сочхогу в Сеуле, Республика Корея. Это самая крупная катастрофа мирного времени в истории Южной Кореи. В результате обрушения здания погибло 502 человека, 937 получили ранения. До терактов 11 сентября в США и обрушения Рана-Плаза в Бангладеш это было самым крупным по количеству жертв обрушением здания в современной мировой истории.

## Предыстория

### Строительство
В преддверии летней Олимпиады 1988 года в Сеуле и окрестностях царил строительный бум. В связи с запретом на заключение международных строительных контрактов почти все здания возводились южнокорейскими компаниями, часто в сжатые сроки из-за большого количества заказанных им объектов.
«Сампун Груп» (кор. 삼풍그룹, англ. Sampoong Group) приступила к строительству торгового центра в 1987 году, подрядчиком выступали Woosung Construction (кор. 우성건설). Изначально земля, где до этого находилась свалка, была предназначена для строительства жилого 4-этажного комплекса, но по ходу строительства назначение здания и проект были изменены будущим директором торгового центра Ли Чжуном путем коррупционной сделки с администрацией района Сочхогу. В результате из плана сооружения убрали несколько опорных колонн в пользу установки эскалаторов и незаконно возвели пятый этаж. Когда Woosung Construction отказались вносить изменения в планы строительства, Ли Чжун не только проигнорировал предупреждения, но и уволил подрядчиков и завершил строительство силами собственной строительной компании. Здание было сдано в конце 1989 года, и официально торговый центр Сампун открылся 7 июля 1990 года. В течение 5 лет своего существования его ежедневно посещало примерно 40 тыс. человек. В здании было северное и южное крылья, соединённые атриумом.

### Нарушения при эксплуатации
Изначальный план конструкции безбалочного железобетонного здания (Flat Slab) не предполагал наличия перекрытий или стального каркаса, что при изъятии колонн и прорубке пола для эскалаторов означало неравномерную нагрузку между этажами. Для максимального увеличения свободного пространства диаметр 8 из 20 несущих колонн на 4 и 5 этажах был уменьшен с 80 см (по первоначальному проекту) до 60 см, расстояние между ними увеличили до 11 м. Изначально колонны должны были быть усилены 16 арматурными стержнями, но их количество сократили до 8 штук, сократив несущую мощь вдвое. Толщина плиты крыши была изменена с 6 см до 9 см в целях увеличения водонепроницаемости.
Изначально на пятом этаже планировался роликовый каток, что условно подходило под законодательство о зонировании и давало право зданию считаться не только торговым центром (Department Store, 백화점). Однако Ли изменил планы и разместил на пятом этаже серию ресторанов, в том числе рестораны корейской кухни с системой тёплых полов ондоль, требующей дополнительного слоя труб и бетона. Это увеличивало вес и толщину плиты, а тёплый пол, холодильные установки и другое оборудование давали дополнительную нагрузку на плиту и на несущие колонны.
Кроме этого, агрегаты водяного охлаждения также были перенесены на крышу из цокольного этажа для увеличения пространства в последнем. Это увеличило нагрузку на 610 кг/м². При установке системы кондиционирования в августе 1993 года на крыше не был использован кран, что привело к появлению первых трещин. Установки расположили над колонной 5E, в районе которой были видны трещины. Ситуация ухудшалась ещё и тем, что колонны 5-го этажа не были выравнены с колоннами нижних этажей.

## Обрушение

### Предпосылки

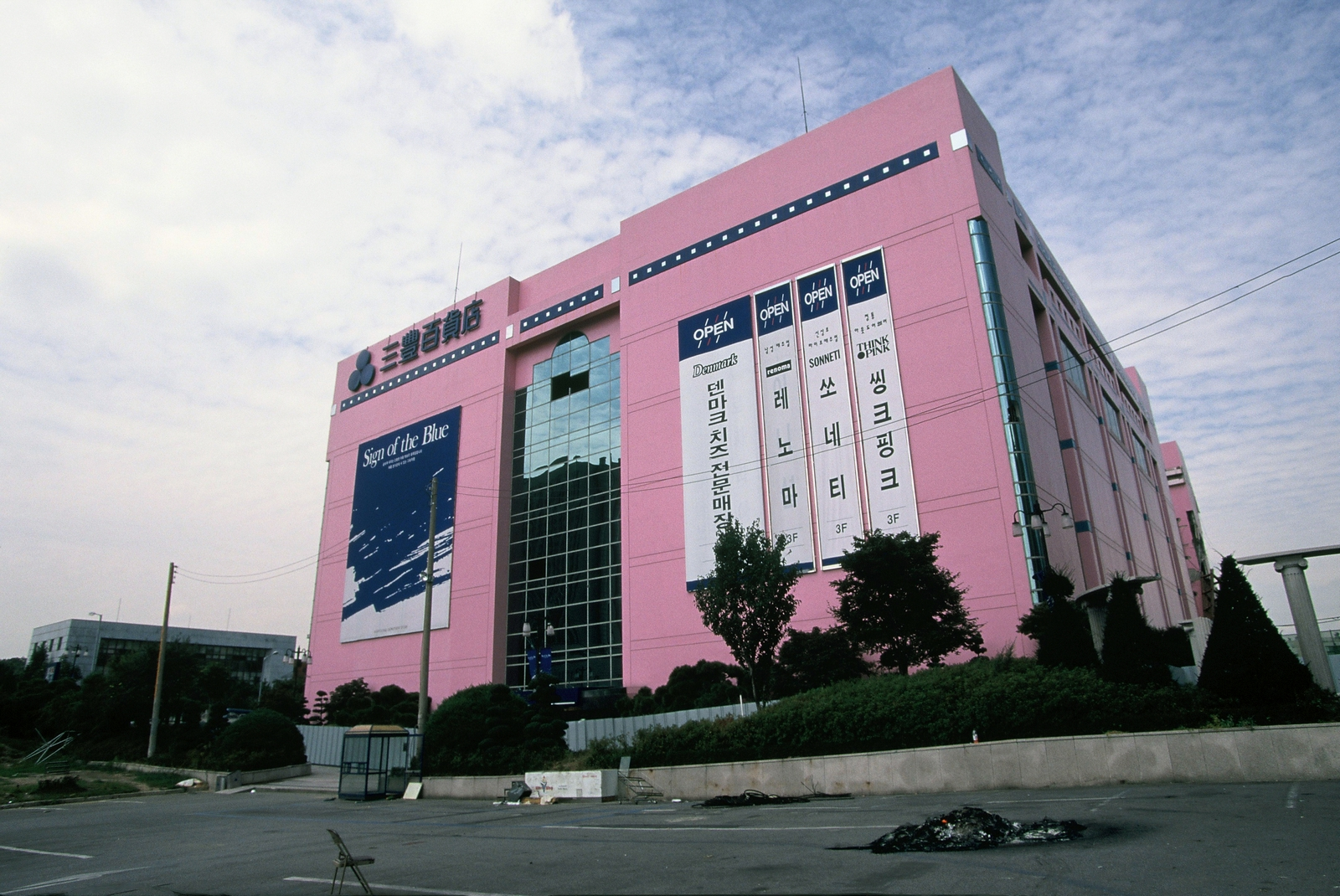
Торговый центр Сампун за несколько дней до обрушения

В 1994 году расположенный на втором этаже напротив спортивного центра финансовый сектор (отделение CHB Bank и др.) был перенесён на первый этаж, а на его месте 5 января 1994 года был открыт книжный магазин. Из-за веса огромного количества книг в холле спортивного центра начали появляться постепенно расширявшиеся трещины. В итоге 3 марта 1995 года книжный магазин закрыли, но рост трещин это не остановило. В апреле 1995 года над ресторанами северного крыла появились трещины в потолке. С мая из них начал сыпаться песок, а пол 5-го этажа начал медленно проседать.

### Вибрация
29 июня 1995 года сын Ли Чжуна, директор ТЦ Ли Хан Сан созвал экстренное совещание по состоянию здания. В 9 утра из ресторана на 5 этаже поступил звонок о том, что 2 метра пола просели, а потолок немного опустился. Последовала просьба немедленно подняться и проверить состояние: Ли на месте происшествия обнаружил, что в опорной колонне появилась 20-сантиметровая трещина, а потолок просел. В соседних ресторанах с просевшего потолка капала вода. Пришедший в 10 часов на работу сотрудник 4 этажа сообщил, что слышал трёхминутную вибрацию, вызванную работой кондиционеров и резонирующую с трещинами. Ли Хан Сан, архитектор Ли Ён Гиль и заместитель администрации Ли Вон Су в 11 часов лично убедились в ситуации на 5-м этаже. Через час этаж был закрыт, и доступ на него контролировался. В 12 часов были прекращены поставки газа к системе кондиционирования, а кондиционеры отключены.

### Экстренное совещание
В 4 часа дня (примерно за 2 часа до обрушения) на третьем этаже в переговорной началось экстренное совещание по сложившейся ситуации под руководством Ли Чжуна. Лим Хён Чжэ, супервизор, представитель стороны, перекрывшей газ, говорил о необходимости эвакуации людей и срочном ремонте. Инженером Ли Хак Су было высказано мнение, что кризис можно преодолеть текущим ремонтом без остановки работы ТЦ. Руководство склонилось к этой версии, затем началось обсуждение необходимых мер. Через час после чего Лим уехал в свой офис за чертежами. Технические же специалисты Сампуна закрыли второй этаж спортивного центра и проход по нему согласно плану ремонта центрального холла.
В 17:40 минут в переговорную поступил звонок, сообщающий о том, что ситуация усгубляется. Руководство срочно покинуло здание.

### Обвал
В 17:50 не руководство, а сотрудники второго и третьего этажа начали выкрикивать просьбы об эвакуации. Эти выкрики не были слышны внизу, тем более на подземных четырёх этажах. В 17:52 крыша обвалилась, и системы кондиционирования оказались на уже перегруженном полу 5-го этажа. Затем обрушились основные несущие колонны. В течение 20 секунд южное крыло полностью обрушилось. Под обломками оказались 1445 человек. Жертвами разрушения здания стали 502 человека, 937 человек были ранены. Шестеро были объявлены пропавшими без вести, но позже их удалось найти живыми.

## Спасательная операция

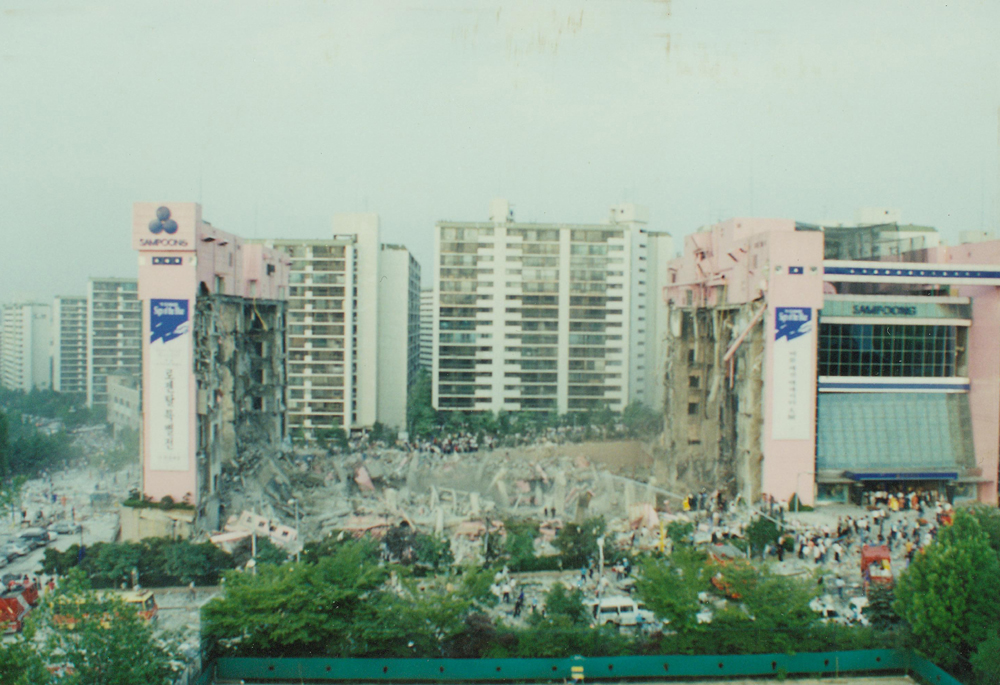
Торговый центр Сампун после обрушения

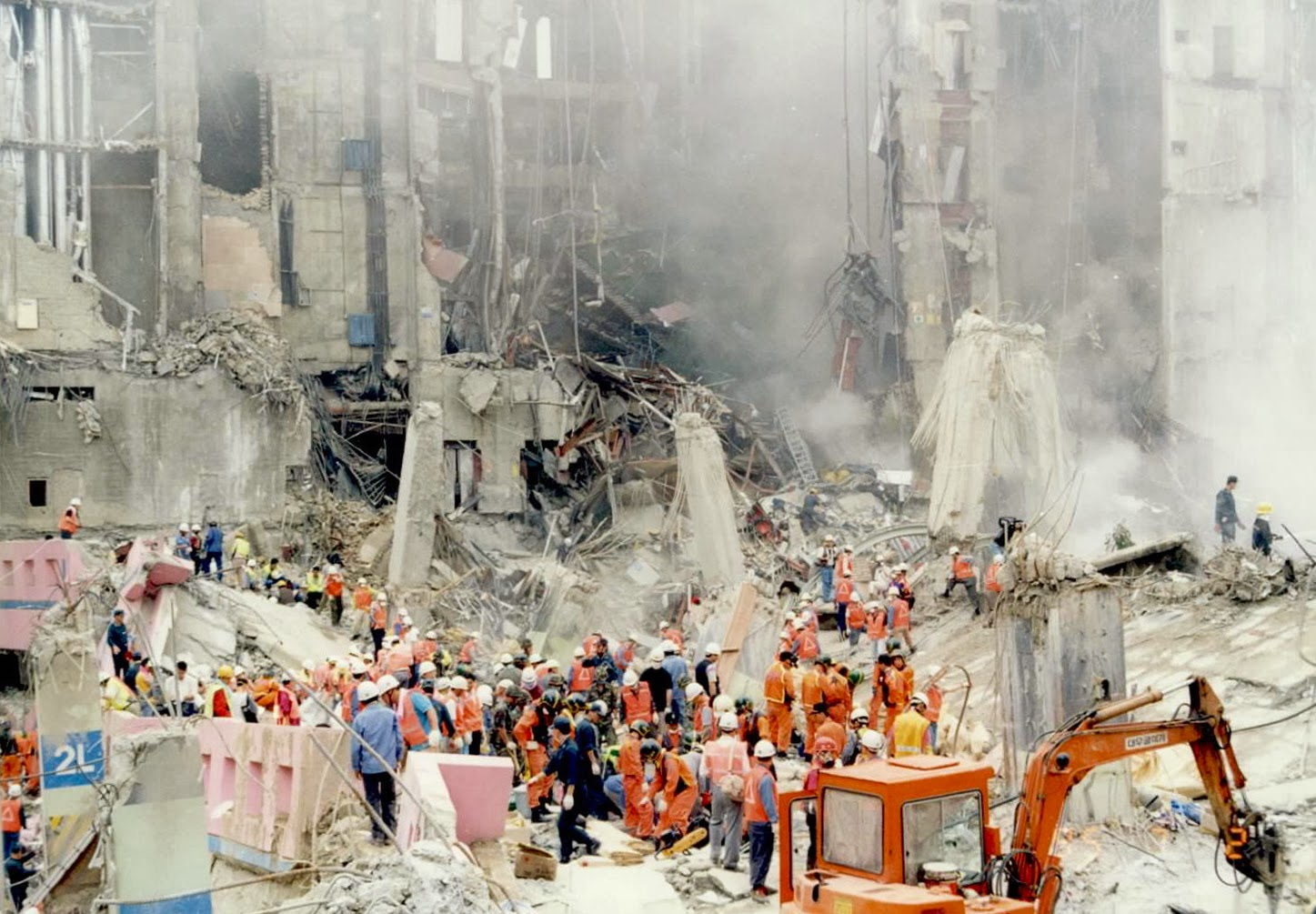
Спасательная операция на месте обрушения

Первые спасатели появились на месте происшествия в 18:00 — спустя 8 минут после катастрофы. Краны и другая тяжёлая техника подошла на следующий день. Мэр Сеула Чве Бён Рёль предлагал приостановить спасательные работы в связи с риском обрушения оставшихся конструкций, но встретил жёсткий протест со стороны горожан: особенно возмущались подобной инициативе друзья и родственники пострадавших. Оставшиеся стены были укреплены тросами, и операция продолжилась. Каждые полчаса Korea Telecom запускала триггер-сигнал для обнаружения пейджеров и мобильных телефонов, которые могли быть у пострадавших.
Примерно через неделю основной задачей стало удаление обломков, которое велось крайне аккуратно, так как возможность найти выживших не исключалась. Тем не менее, чиновники уверяли, что никто не мог остаться в живых через два дня после обрушения универмага. Те, кого не удалось достать сразу, пили дождевую воду, чтобы избежать обезвоживания. Последних выживших извлекли из-под обломков на 11-й, 13-й и 17-й (377 часов с момента обрушения) день. Последней выжившей была спасенная на 17-й день операции 19-летняя Пак Сын Хён (박승현; 朴昇賢), которая не получила никаких физических повреждений. Спасённый на 9-й день человек рассказывал, что кто-то из уцелевших после обрушения утонул в воде, использовавшейся для тушения пожаров на заваленной автостоянке.
26 июля 1995 года на канале MBC были публично озвучены имена всех лиц, причастных к инциденту и случаях дачи и получения взяток при строительстве.

## Расследование
Расследование вёл профессор Лан Чун из университета Данкок, факультета гражданского строительства. Сразу же после обрушения следствие рассматривало версию взрыва газа как наиболее вероятную: дважды взрывы газа прогремели в Сеуле в том же году, а в Тэгу в результате взрыва газа и последующего пожара в метро погибло более 100 человек. Однако пожар был бы куда сильнее, а уже возникший произошёл из-за утечки из бензобаков автомобилей на подземной стоянке. Позже рассматривалась версия теракта, совершённого диверсантами из Северной Кореи, однако характер обрушения (мало обломков улетело за периметр здания, само оно обрушилось вниз) показал, что здание не могло быть разрушено в результате взрыва бомбы. Американские эксперты, расследовавшие теракт в Оклахома-Сити, также подтвердили, что случившееся в Сеуле не было терактом.
Расследование переключилось на ошибки при строительстве. Профессор Лан Чун сначала подозревал, что некачественный фундамент и слабая почва стали причиной обрушения (подобные причины привели к обрушению моста Сонсу в Сеуле год назад). Он обнаружил, что при строительстве стен и потолков применялась субстандартная бетонная смесь цемента с морской водой и слабоукреплённый бетон. В дальнейшем выявилось, что принцип безбалочного перекрытия, которому следовали строители при сооружении здания, не соблюдался: были установлены колонны неправильного диаметра с меньшим количеством стальных стержней, ослабившие структуру в два раза — диаметр колонн составлял 60 см вместо предполагавшихся 80, а в каждой колонне было 8 стержней вместо 16. Арматура, укреплявшая бетонный пол, располагалась на расстоянии 10 см, а не 5 см, что ослабило структуру здания ещё на 20 %. Уменьшение в размерах нескольких колонн и отсутствие ещё некоторых было обусловлено тем, чтобы установить противопожарные щиты по сторонам от эскалаторов, что ослабило их силу. С учётом того, что был достроен пятый этаж, нагрузка на здание была в два раза выше нормы, и оно не могло выдержать в какой-то момент всю нагрузку, хотя простояло пять лет.
Однако профессору пришлось долго искать повод, который стал началом цепи разрушений в здании. За два года до обвала на крыше здания установили три кондиционера, однако перевезли их на колёсах, а не перетащили с помощью крана. Образовавшиеся трещины в крыше усиливались с каждым разом, когда включался кондиционер. На колонну 5E пришёлся основной удар. По словам очевидцев, трещины расширялись каждый раз от вибраций включенных кондиционеров. В день катастрофы руководство заметило случившееся, но уже было слишком поздно, поскольку был нанесён непоправимый ущерб конструкции.

## Суд
23 августа 1996 года Верховный суд вынес приговор по делу обрушения торгового центра Сампун.
- Ли Чжун был приговорен к 7,5 годам тюремного заключения по статье о преступной небрежности[15]. Изначально срок был 10,5 лет, но его сократили после подачи апелляции в апреле 1996 года.
- Директор ТЦ Сампун Ли Хан Сан был приговорен к 7 годам заключения.
- Получившие взятку за изменения в генплане конструкции Ли Чун У, глава администрации района Сочо-гу и Хван Чоль Мин получили по 10 месяцев заключения и штрафы в размере 3 млн вон и 2 млн вон соответственно.
- Всего по статьям о получении взяток, коррупции, подделке документов, создании фиктивных документов и пр. было осуждено 25 человек.

После освобождения Ли Чжун жил в своей квартире в Сеуле, до своей естественной смерти 4 октября 2003 года (в 81 год). После освобождения Ли Хан Сан до 2004 года жил в своей квартире в комплексе Сампун, после чего уехал в деревню в Монголию работать религиозным проповедником.

## Выплаты
Администрация Сеула и владельцы Сампун выплатили семьям около $220 тыс. за каждого погибшего и пострадавшего. Изначально семьи требовали не менее 361 тысячи долларов, но компания была не в состоянии выплатить столько. К августу 1995 года Ли Чжун и Ли Хан Сан предложили Сеулу имущество всей семьи в пользу компенсаций, в результате чего Сампун Груп прекратила своё существование. Всего было урегулировано 3293 случая, общая сумма компенсации составила 375,8 млрд вон (примерно $300 млн). Выплаты были завершены к сентябрю 2003 года.

## Реакция
Катастрофа привела к негодованию в обществе, демонстрациям, страху и скептицизму в отношении построенных в 1980-е и 1990-е годы сооружений. В итоге правительство проверило на безопасность здания по всей стране, результаты были следующие:
- 1/7 (14,3 %) всех зданий требовали реконструкции;
- 80 % зданий требовали ремонта;
- в безопасном состоянии находились только 2 % зданий.

## Мародерство
В первые часы после обрушения были замечены мародёры. Также их видели в устоявшем северном крыле здания.

## Жертвы и урон

### Человеческие жертвы
- Погибшие: 502 человека (106 мужчин, 396 женщин; в возрасте: 14 человек младше 10 лет, 71 человек 11—20 лет, 258 человек 21—30 лет; 80 человек 31—40 лет[19]).
- Пропавшие без вести: 6 человек.
- Раненые: 937 человек.

### Материальный урон
Недвижимость
- Здание: 90 млрд вон (оценка).
- Оборудование: 50 млрд вон (оценка).

Движимое имущество
- Товар: 30 млрд вон (оценка).
- Налог к уплате: 100 млрд вон (оценка).
- Итого: 270 млрд вон (оценка).

### Сумма компенсаций
- Компенсации пострадавшим: 297,1 млрд вон (оценка).
- Выплаты за урон имуществу: 8 млрд 25 млн вон (оценка).
- Выплаты за урон, нанесенный близлежащим квартирам: 145 млн вон.

## Место сейчас
Вскоре после катастрофы и спасательной операции обломки были вывезены, и участок земли пустовал вплоть до 2000 года. Семьи пострадавших требовали разбить на этом месте мемориал, но администрация Сочо-гу не соглашалась, передавая право на окончательное решение Правительству Сеула. В итоге мемориал был разбит в другом месте, а земля продана частной компании. Сейчас на этом участке расположен ЖК премиум-класса Acrovista Apartments, строительство которого началось в 2001 году и завершилось в 2004 году.

## Мемориал
В Yangjae Citizen’s Forest возведена 12-метровая мраморная скульптура в память о катастрофе. Дизайн принадлежит Ким Бон Гу, скульптору и профессору в университете Ихва, финансирование пришло со стороны Сампун Груп.

## Отображение события в популярной культуре
- Сериал «Только между влюблёнными» (Южная Корея). 2017 г.
- Сериал «Шоколад» (Южная Корея). 2019 г.
- Короткометражный фильм «Суд» Пак Чханука.
- Фильм «Следы любви[англ.]» (가을로).
- Эпизод в документальном сериале «Секунды до катастрофы»[22].
- Финальный эпизод в телесериале «Гигант» канала SBS[23].
- Упоминание в сериале «Ответ 1994[англ.]»[24].
- В сериале 2017 года Black происходит обрушение универмага Муджин. В титрах создатели сериала говорят, что одной из целей было заставить людей подумать о том, к чему может привести алчность, и вспоминают жертв катастрофы в Сампуне и их семьи.
- Сериал «На пути к небесам» (무브 투 헤븐: 나는 유품정리사입니다). Отец главного героя в юношестве был одним из раненых при обрушении торгового центра, что кардинальным образом повлияло на его жизнь и жизнь его младшего брата.